# Draco biaro
Draco biaro Lazell, 1987, conosciuto anche con il nome di drago volante di Lazell, è una lucertola della famiglia Agamidae, endemica delle Isole Sangihe nel Sulawesi Settentrionale, Indonesia. La sua località tipo è l'isola di Biaro, dalla quale la specie prende il nome. Il suo habitat è costituito dalle foreste pluviali a bassa quota.